# Boje o Vilnius (1918-1919)
Boje o Vilnius (1918–1919) byly ozbrojenými střetnutími, v nichž se polské dobrovolnické jednotky vilniuské domobrany postavily proti německým jednotkám ustupujícím z města a místním komunistům (od 31. prosince 1918 do 3. ledna, 1919), a poté proti postupující Rudé armádě (4. až 5. ledna 1919). Boje měly za následek dočasné dobytí většiny města Vilniusu Poláky, kteří ale nakonec museli ustoupit před bolševickou přesilou. Tyto události jsou některými historiky považovány za počátek polsko-sovětské války.

## Historický kontext

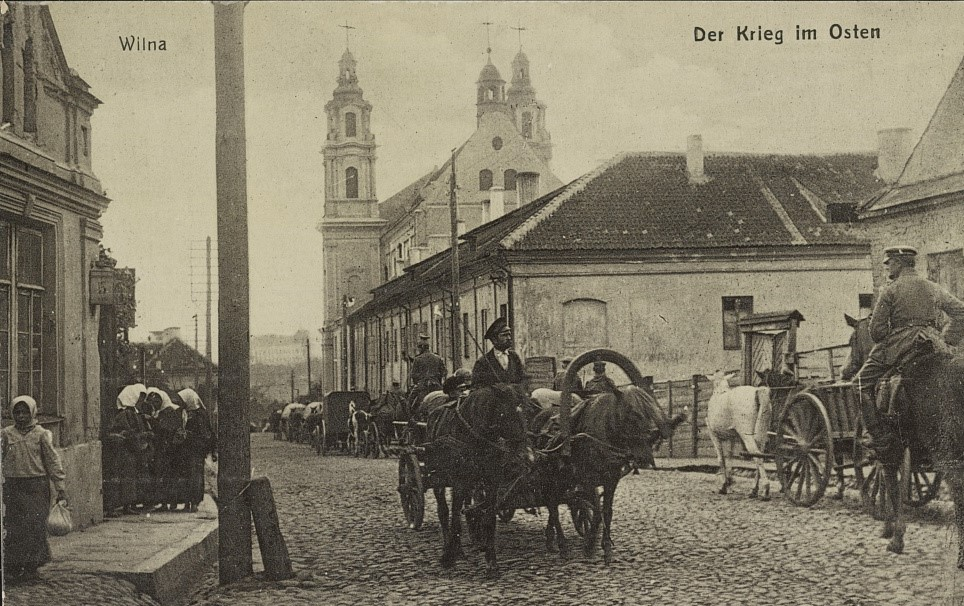
Pohlednice s fotografií města (kostel sv. Rafaela), 1915

Na počátku 20. století byl Vilnius součástí Ruské říše. V roce 1914 vypukla první světová válka, které se Rusko účastnilo jako protivník centrálních mocností. Rok po začátku první světové války bylo město okupováno postupujícím německým vojskem, jež se odtud stáhlo až koncem roku 1918. V té době byl Vilnius předmětem územního sporu mezi obnovenou Polskou republikou a nově vzniklou Běloruskou lidovou republikou (BLR) a Litevskou republikou. Od března 1918 ve městě sídlila litevská vláda a od začátku prosince i vláda BLR. 15. prosince byla ve městě ustavena také bolševická městská rada dělnických zástupců.
Dominantní národnostní skupinou ve Vilniusu byli kromě Židů i Poláci. Část polského obyvatelstva Vilniusu se připravovala na připojení k Polsku ještě předtím, než země získala faktickou nezávislost. Formování polských vojenských jednotek ve městě začalo 10. září 1918 pod patronací Svazu polských vojáků (Związek Wojskowych Polaków). Byl vytvořen občanský výbor, jenž jmenoval členy Výboru pro veřejnou bezpečnost. Byl učiněn pokus o dohodu mezi polským, litevským, běloruským a židovským obyvatelstvem za účelem společné obrany proti blížícím se bolševikům, ale jednání skončila fiaskem. Nově zřízená polská Národní domobrana Litvy a Běloruska (Samoobrona Krajowa Litwy i Białorusi) proto hodlala bránit město jen pomocí vlastních sil. Od 8. prosince jednotkám velel generál Władysław Wejtka, který se je pokusil přeměnit na regulérní armádu. Ve Vilniusu se nacházela Domobrana vilniuského regionu (Samoobrona Ziemi Wileńskiej) pod  velením generála Eugeniusze Kątkowského, jenž měl na konci prosince 1918 k dispozici přibližně 1200 dobrovolníků z města a okolí, z nichž sestavil dva pěší a jeden jezdecký pluk. Ve městě působila i místní jednotka Polské vojenské organizace pod vedením Witolda Gołębiowského.

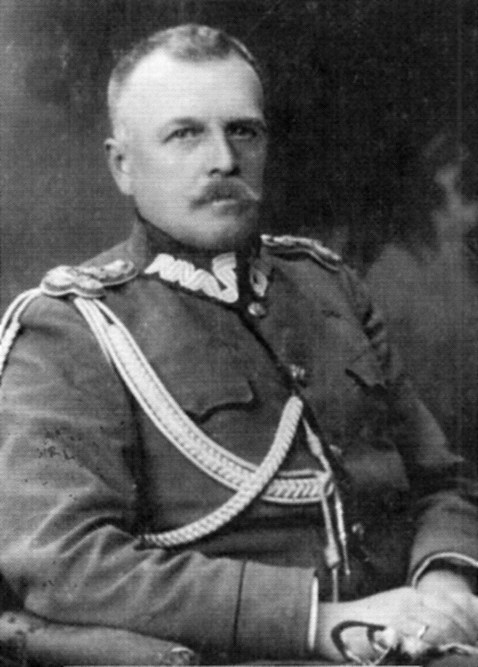
Generál Władysław Wejtko

Na konci prosince 1918 byla rozpuštěna Národní domobrana Litvy a Běloruska a její členové vstoupili  do řad polské armády. Generál Wejtko byl jmenován velitelem Vojenského okruhu Litvy a Běloruska, generál Adam Mokrzecki se stal vojenským velitelem Vilniusu, jeho zástupcem byl major Stanisław Bobiatynski, a náčelníkem štábu kapitán Zygmunt Klinger. Vilniuská domobrana byla přeměněna na 1. brigádu. Tato jednotka však stále spíše připomínala domobranu než regulérní vojsko. Polské síly ve Vilniusu měly bránit město v případě útoku Rudé armády.

### Polské síly
Na konci prosince se polská 1. brigáda (domobrana) ve Vilniusu skládala z následujících jednotek:
- 1. pluk vilniuských hulánů (velitelem kapitán Wladyslaw Dabrowski)
- 1. prapor (velitelem podrotmistr Witold Szczerbicki)
- 2. prapor (velitelem podrotmistr Mikołaj Zujewicz)
- 3. prapor (velitelem poručík Edward Kaczkowski; prapor složen z Poláků původně bojujících v německé armádě)
- 4. prapor Polské vojenské organizace (velitelem poručík Jan Golebiowski )
- prapor odvedenců (velitelem kapitán Władysław Piasecki )[4][5]

K obraně města se poté připojila i Důstojnická legie.

## Průběh bojů

### Převzetí města Poláky
Do konce roku 1918 se pravidelným jednotkám polské armády nepodařilo obsadit Vilnius, jelikož území mezi městem a Polskem ovládala německá armáda. Polská domobrana ve Vilniusu očekávala, že Němci 5. ledna postoupí Vilnius bolševikům, a proto se rozhodla převzít kontrolu nad městem a vytlačit z něj německé jednotky. Dne 31. prosince 1918 velitel Vojenského okruhu Litvy a Běloruska generál Wejtko vydal mobilizační rozkaz, ve kterém uvedl, aby:
| „ | ...se všichni Poláci od 17 let schopní služby ve zbrani okamžitě hlásili v náborové kanceláři – Zarzecze 5 – a všichni Litevci vstoupili do litevské armády. Ponechávám Bělorusům a Židům na jejich uvážení, ke které vojenské formaci se hodlají připojit. | “ |

 Ve stejný den vypukly první boje ve Vilniusu, a 3. prapor dobyl radnici;  k potyčkám docházelo i v jiných částech města. Polské jednotky začali německé vojáky odzbrojovat. V důsledku mírových jednání obou stran se německé velení zavázalo předat část města Polákům, přičemž si ponechalo kontrolu nad ulicí Wielka Pohulanka a nádražím. 1. ledna 1919 byla stanovena polsko-německá demarkační linie. Téhož dne vojenský velitel Vilniusu generál Adam Mokrzecki, jenž převzal moc ve městě, vydal obyvatelům provolání, které vyzývalo k pořádku, a také proklamovalo:
| „ | ...zaručení bezpečí a zachování majetku všem bez ohledu na národnost s bydlištěm ve Vilniusu, zajištění svobodného působení politických stran | “ |

Němci se rozhodli z města evakuovat a nekladli odpor polským silám. V noci z 2. na 3. ledna se polští průzkumníci, zaměstnanci železnice a členové Polské vojenské organizace zmocnili železniční stanice.

### Boje o dům v ulici Wronia

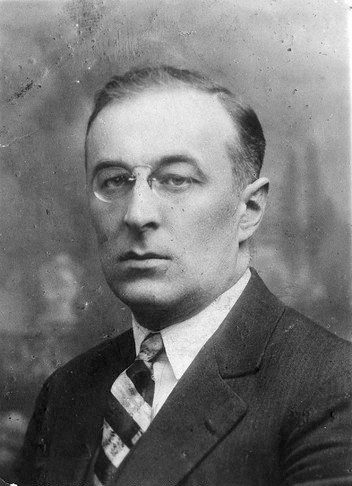
Kazimierz Cichowski

Z důvodu odchodu německých jednotek z Vilniusu se pokusily o převzetí moci ve městě krajně levicové organizace, které v polovině prosince uspořádaly volby do vilniuské Rady dělnických zástupců. V posledních dnech německé okupace se tato rada sešla dvakrát, prohlásila se za jedinou zákonnou autoritu ve městě a vydala svá první nařízení; jejím sídlem byla budova na ulici Wronia. Předsedou Rady byl Kazimierz Cichowski, bývalý tajemník petrohradské skupiny Sociální demokracie Království Polska a Litvy, a tajemníkem prezidia Jan Kulikowski, člen Komunistické strany Polska. Dominantní frakcí v Radě byli bolševici, dále se zde vyskytovali menševici, strana Bund, sociální demokraté a další skupiny. Polské jednotky pod velením kapitána Dąbrowského (2. prapor a asi 30 vojáků z 3. praporu) zaútočily na budovu Rady 1. ledna večer. Obránci se vzdali 2. ledna ve 14 hodin. Na polské straně zemřel 1 voják a 4 byli zraněni, na straně obránců byli zabiti 3 bojovníci, 5 spáchalo sebevraždu a 76 bylo zajato. Kromě toho polští vojáci ukořistili přes 1000 pušek a 600 granátů.

### Boje s Rudou armádou
2. ledna se pravidelné jednotky sovětské Západní armády začaly přibližovat k Vilniusu ze tří směrů: z Nemenčina, Maladzečna a Lidy . Velitel polských sil Wejtko vedl své jednotky (část vilniuského hulánského pluku, 3. prapor a Důstojnickou legii) do oblasti Naujoji Vilnia s úmyslem zastavit nepřátelský postup. Mezitím zbytek hulánského pluku, 1. prapor, 4. prapor Polské vojenské organizace a další malé jednotky zůstaly ve Vilniusu, a to pod velením kapitána Wladyslawa Dabrowského.
Rozkaz k dobytí Vilniusu dostala bolševická 2. střelecká brigáda Vladimira Alexandroviče Olderogga, která se 1. ledna nacházela v oblasti Pabradė. Posílena byla o 5. vilniuský pluk pod velením A. Zienkowicze. Zároveň na město postupovaly 144. a 146. pluk 17 střelecké divize Grigorije Maximoviče Borzinského a část Západní divize Vladimira Alexejeviče Jerszowa. Bolševické jednotky dostaly rozkaz potlačit polský odpor silou.

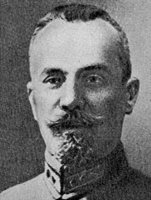
Vladimir Alexandrovič Olderogge

Poláci svedli první boje s postupující Rudou armádou 4. ledna 1919 v Naujoji Vilnia. Polská jízda utrpěla ztráty a byla přinucena k ústupu. Polská pěchota se pokusila o protiútok, ale selhala. Pravidelné jednotky Rudé armády měly značnou vojenskou převahu nad improvizovanými silami polské domobrany. Poláci navíc měli velmi omezené zásoby munice a neměli připravená obranná postavení u přístupů k městu ani ve městě samotném. Kromě toho bolševické velení nařídilo 5. vilniuskému pluku, aby zaútočil na Vilnius, a Generál Wejtko se proto rozhodl stáhnout polské jednotky z  Naujoji Vilnia do města. Po počátečních bojích ve Vilniusu byla domobrana nucena ustoupit do centra města, kde se jí podařilo odrazit útok Rudé armády.
Tato porážka byla pro bolševiky velkým překvapením, a rozhodli se proto z důvodu lepší koordinace jednotek sjednotit své velení. Plánovaný druhý pokus na dobytí  města počítal se silným útokem na střed a poté s obklíčením křídla. Velení 5. vilniuského pluku ale obvinilo vrchní velení z neschopnosti a akce se odmítlo zúčastnit. 5. ledna zahájily bolševické jednotky útok na Vilnius. Poláci zorganizovali svou obranu následovně: 1., 2. a 4. prapor bránil jižní část města, zatímco 3. prapor a pluk vilniuských hulánů bránil přístupy k Antakalnisu. Bolševici dobyli Horu tří křížů, odkud zahájili dělostřelecké bombardování města. Poté pěchota zaútočila na centrum Vilniusu.
Vilniuská domobrana dostala z Varšavy zprávu, že jim nepřijdou na pomoc žádné posily. Zástupci městské rady proto navrhli generálu Wejtkovi zastavení bojů. Obrana města se zdála být nemožná, a náčelník štábu Zygmunt Klinger se rozhodl ukončit boje a opustit Vilnius.

### Ústup Poláků
Evakuaci polských jednotek provázel velký chaos, nebylo možné vzít si s sebou zbraně, střelivo a jídlo; vojáci též nebyli připraveni na dlouhý pochod. Většina z nich se soustředila v Baltoji Vokė poblíž Vilniusu. Generál Wejtko a kapitán Klinger byli internováni Němci. Po jednáních vedených Klingerem bylo nakonec dohodnuto, že odzbrojení polští vojáci budou dopraveni vlaky do města Łapy. Na území pod kontrolou polské vlády se takto dostalo 154 důstojníků a 1035 vojáků z 1., 2. a 4. praporu, a vstoupili zde do formující se 1. litevsko-běloruské divize . Složit zbraně naopak odmítli vojáci z vilniuského hulánského pluku, příslušníci Důstojnické legie a 3. prapor. Vytvořili menší jednotku pod velením kapitána Władysława Dąbrowského, čítající asi 300 pěšáků a 150 jezdců, jež se stáhla z Vilniusu a poté pokračovala v boji.

## Působení vlády Běloruské lidové republiky a Litevské republiky během bojů o Vilnius

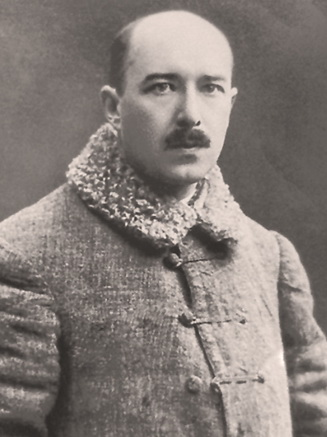
Anton Luckievič

Na konci roku 1918 byl Vilnius sídlem vlády Litevské republiky, která si jakožto následnická země Litevského velkoknížectví nárokovala právo začlenit město do nově vzniklého litevského státu. Na začátku prosince dorazila do Vilniusu i vláda Běloruské lidové republiky vedená Antonem Luckievičem, která byla nucena opustit Minsk po jeho převzetí bolševiky. Vláda BLR také považovala Vilnius za součást svého území, ale v té době usilovala především o strategické sblížení s Litvou, přičemž bělorusko-litevské územní spory považovala za záležitost, která bude vyřešena později. Kvůli postupu bolševiků k Vilniusu se Litevci a Bělorusové rozhodli vytvořit vojenské jednotky na obranu města. Litevská vláda jmenovala běloruského generála Kypriana Kandratoviče do funkce náměstka ministra národní obrany a pověřila jej úkolem vytvořit litevskou armádu zahrnující i běloruské jednotky. Začátkem prosince začalo ve Vilniusu formování 1. běloruského pěšího pluku, rovněž začalo formování štábu 2. běloruského pěšího pluku. Tyto síly ale byly nedostatečné; běloruské jednotky ve Vilniusu se skládaly pouze z důstojníků. Proto 27. prosince 1918 běloruské jednotky spolu s většinou členů vlády BLR opustily Vilnius a evakuovaly se do Grodna, které tehdy okupovali Němci. Litevská vláda se 1. ledna evakuovala společně s německou armádou do Kaunasu.

## Historický spor
Boje mezi polskými a bolševickými silami, které začaly 4. ledna 1919, byly prvním střetem ve kterém proti sobě bojovaly jednotky formálně přináležející k polské a Rudé armádě. Z tohoto důvodu někteří historici, jako například Waldemar Rezmer, pokládají toto datum za začátek polsko-sovětské války. Polská domobrana ve Vilniusu se však skládala z nepravidelných jednotek, operujících bez konkrétních rozkazů vrchního velení polské armády. Z tohoto důvodu většina badatelů nepovažuje boje o Vilnius za regulérní počátek polsko-sovětského konfliktu.